# Солфеђо
Солфеђо (итал. solfeggio, према именима нота сол и фа) је основни теоријски и обавезни наставни предмет у музичким школама и академијама, као и метод подучавања музике, чији је основни циљ развијање музичког слуха, ритма и способности читања нотног текста и певања мелодија са листа (prima vista). Централни елемент солфеђа је употреба солмизационих слогова (До, Ре, Ми, Фа, Сол, Ла, Си/Ти) за именовање и певање тонова лествице.

## Етимологија и порекло
Термин „солфеђо” потиче из италијанског језика и настао је спајањем имена музичких нота Сол и Фа. Историјски корени солмизације сежу до италијанског музичког теоретичара из 11. века, Гвида Аретинског. Он је осмислио систем учења мелодија помоћу почетних слогова стихова латинске химне Светом Јовану Крститељу (Ut queant laxis):

Ut queant laxīs    resonāre fibrīs

Mīra gestōrum    famulī tuōrum,

Solve pollūtī    labiī reātum,

Sancte Iohannēs.

Ови слогови су означавали тонове хексакорда (низа од шест тонова). Касније је додат слог Si (од почетних слова последњег стиха, Sancte Iohannes) за седми ступањ. У 17. веку, незграпни слог Ut је у већини романских земаља замењен са Do, што се најчешће приписује италијанском теоретичару Ђованију Батисти Донију, који је искористио почетак свог презимена или први слог речи Dominus (Господ). У англосаксонским земљама, Si је у 19. веку промењено у Ti од стране Саре Гловер како би сваки слог почињао различитим словом, што је олакшало учење.

## Системи солмизације
У пракси солфеђа данас се користе два основна система солмизације:
1.  Апсолутна солмизација (Фиксни До): У овом систему, сваки солмизациони слог је чврсто везан за апсолутну висину тона, односно за одређено слово нотног система. Без обзира на тоналитет у којем се мелодија налази, слог До увек означава тон C, Ре увек тон D, Ми увек тон E, итд. Овај систем је доминантан у романским земљама (Италија, Француска, Шпанија), словенским земљама (укључујући Србију) и другим деловима света.[1] Предност овог система је директна веза између слога и апсолутне висине, што олакшава развијање апсолутног слуха и сналажење у атоналној музици.
2.  Релативна солмизација (Покретни До): У овом систему, слог До увек означава основни тон (тонику) дурске лествице у којој се мелодија налази. Остали слогови (Ре, Ми, Фа...) означавају одговарајуће ступњеве унутар те лествице. Када дође до модулације (промене тоналитета), слог 'До' се помера на нову тонику. Овај систем је распрострањен у германским и англосаксонским земљама и често се повезује са Кодаљевим методом музичког образовања.[1] Предност овог система је наглашавање функција и односа између тонова унутар тоналитета.

## Историја наставе солфеђа у Србији
Тежња за музичким описмењавањем у Србији јавила се у првој половини 19. века, упоредо са борбом за ослобођење од турске власти, а интензивирала се од 1840-их година. Музичко образовање је било приоритет у приватним школама, певачким друштвима и војним оркестрима. Значајну улогу у почецима имали су страни музичари, нарочито Чеси, који су радили као наставници.
Кључни моменти у развоју наставе солфеђа:
- 1866. година: Милан Миловук објављује уџбеник Теорически основи музике, један од првих уџбеника који је поставио темеље теоријској настави.[5]
- 1899. година: Стеван Стојановић Мокрањац оснива Српску музичку школу у оквиру Београдског певачког друштва, што представља прекретницу у формалном музичком образовању.[5]
- Средина 20. века: Миодраг Васиљевић (1903–1963), музички педагог и етномузиколог, поставља темеље савременог солфеђа у Србији. Његов приступ се заснивао на српској народној музичкој баштини, чиме је настава добила националне основе.[5][6] Његов рад је био темељ за наставне програме који су се развијали од 1949. године надаље.[6]
- 1977. година: Донет је нови наставни програм за солфеђо у музичким школама у Србији, који је увео дисциплину ритмичког диктата, по узору на француске приручнике. Ова реформа је учврстила примену апсолутне (романске) солмизације као стандарда.[6]
- Од 1990-их до данас: Наставни програми и методички поступци у Србији и Републици Српској постају усклађени, уз примену идентичних уџбеника и принципа.[6] Солфеђо остаје централни теоријски предмет у свим нивоима музичког образовања, од основних школа до факултета.[1]

У настави солфеђа у Србији, као и у другим словенским и романским земљама, традиционално се користи апсолутна солмизација (Фиксни До).

## Уџбеници солфеђа у Србији
За наставу солфеђа у Србији користи се већи број уџбеника и приручника, који су се временом мењали и усавршавали. Међу најзначајнијим ауторима и издањима су:
- Боривоје Поповић: Његови уџбеници за солфеђо дуго су били, и данас су, међу најкоришћенијима у основним и средњим музичким школама.[8][6]
- Миодраг А. Васиљевић: Као утемељивач модерног приступа, његови радови и збирке народних мелодија представљају основу педагошког материјала.[6] Његови уџбеници, често у коауторству са другим педагозима (нпр. Зориславом Васиљевић и Ружицом Јовић-Милетић), одобрени су за употребу и у Србији и у Републици Српској.[6]
- Владимир Јовановић: Аутор је приручника за наставу солфеђа у основној музичкој школи из 1970-их година.[6]
- Новија издања: Последњих година појавили су се нови уџбеници усклађени са модерним наставним плановима и програмима. Пример је Солфеђо 1 ауторки Александре Грчић и Ненане Нешић у издању БИГЗ-а, који систематично обухвата све аспекте наставе, укључујући и музичке диктате, чиме се превазилази пракса старијих уџбеника који су често били само збирке примера.[9]

## Пракса и вежбе
Настава солфеђа обухвата разноврсне вежбе које имају за циљ развијање различитих музичких вештина:
- Певање лествица и интервала: Интонативно чисто певање лествица, арпеђа и свих врста интервала помоћу солмизационих слогова.
- Читање с листа (Prima vista): Певање непознатих мелодијских примера директно из нотног текста уз употребу солмизационих слогова.
- Ритмичке вежбе: Изговарање или тапкање ритмичких модела, често уз коришћење неутралних или специфичних ритмичких слогова (нпр. "та", "ти-ти", "та-а").
- Музички диктат: Записивање одслушаних мелодијских и ритмичких примера у нотни систем. Ово је кључна вежба за повезивање слушног доживљаја са нотном нотацијом.
- Препознавање интервала и акорда: Слушно препознавање и именовање интервала и акорада.
- Певање двогласа и вишегласја: Вежбе за развијање способности праћења сопствене деонице у вишегласном контексту.
- Ручни знаци: У неким педагошким приступима, као што је Кодаљев метод, користе се ручни знаци који визуелно представљају солмизационе слогове и њихове међусобне висинске односе.

## Хроматски системи и модулација
Како би се именовали тонови изван основне дијатонске лествице, развијени су системи за хроматске измене.

### Релативни систем (Покретни До)
У релативном систему, основни слогови (До, Ре, Ми, Фа, Сол, Ла, Ти) означавају ступњеве дурске лествице. За хроматске тонове користе се измењени слогови. Повишени тонови добијају завршетак -и (осим за Ре, које постаје Ри), а снижени тонови добијају завршетак -а или -е (осим за Сол, које постаје Се).
Пример за хроматску лествицу навише:
- До, Ди, Ре, Ри, Ми, Фа, Фи, Сол, Си, Ла, Ли, Ти, До

Пример за хроматску лествицу наниже:
- До, Ти, Те, Ла, Ле, Сол, Се, Фа, Ми, Ме, Ре, Ра, До

Када дође до модулације, основни слог "До" се помера на нову тонику.
Молске лествице у релативном систему могу се певати на два начина:
1.  До-базирани мол: Молска лествица се пева од "До", али се користе слогови за снижене ступњеве (нпр. природни мол: До, Ре, Ме, Фа, Сол, Ле, Те, До).
2.  Ла-базирани мол: Природни мол се сматра шестим модусом дурске лествице, па се пева од слога "Ла" (нпр. Ла, Ти, До, Ре, Ми, Фа, Сол, Ла). Овај приступ је чешћи у хорском певању, нарочито у раду са децом.[1]

### Апсолутни систем (Фиксни До)
У апсолутном систему, слогови су везани за конкретне тонове (До=C, Ре=D, итд.) без обзира на предзнаке у кључу. Када се певају хроматски измењени тонови, пева се основни слог, али се мисли на повисилицу или снизилицу. На пример, и C, C♯ и C♭ се певају на слог "До". Ово захтева од извођача да ментално обради хроматску измену док изговара основни слог.
Током историје, предложени су различити системи за именовање хроматских тонова и у апсолутном систему како би се избегла ова двосмисленост, али ниједан није достигао универзалну примену као у релативном систему.[1]

## Циљеви и значај
Солфеђо је фундаментални предмет у музичком образовању јер развија кључне способности неопходне сваком музичару:
- Интонативна прецизност: Способност чистог певања или свирања тонова.
- Развијен музички слух: Способност препознавања и разликовања висина тонова, интервала, акорда и лествица.
- Унутрашњи слух (Аудијација): Способност "слушања" музике у мислима, без спољашњег звучног извора.
- Читање нотног текста: Брзо и тачно разумевање и интерпретирање нотног записа.
- Музичка меморија: Способност памћења мелодија и ритмова.
- Осећај за ритам и метрику.
- Разумевање музичке структуре: Схватање односа међу тоновима унутар лествице и тоналитета.

Развијене солфеђистичке вештине представљају основу за успешно бављење свим другим музичким дисциплинама – свирањем инструмента, певањем, дириговањем, компоновањем, музичком анализом и теоријом.

## Културне референце
Слогови солфеђа су постали део шире културе, највише кроз филмску и телевизијску уметност:
- Моје песме, моји снови (The Sound of Music): У овом чувеном филмском мјузиклу из 1965. године, песма "Do-Re-Mi" је централна тачка. Главна јунакиња Марија користи је да научи децу породице фон Трап основама певања и дурске лествице.
- Најроби трио: У телевизијској емисији америчког комичара Ернија Ковача постојао је популаран скеч познат као "Најроби трио". Три лика у дугим капутима, са полуцилиндрима и маскама горила, изводили су пантомиму уз песму "Solfeggio" Роберта Максвела, чији се текст састојао искључиво од солфеђо слогова.
- Солресол: У 19. веку, солфеђо слогови су послужили као основа за стварање међународног помоћног језика под називом Солресол.